# Guarantã do Norte
Guarantã do Norte é um município brasileiro do estado de Mato Grosso. Localiza-se a uma latitude 09° 47′ 15″ sul e a uma longitude 54° 54′ 36″ oeste, estando a uma altitude de 345 metros. Sua população foi estimada em 35 816 habitantes, conforme dados do IBGE de 2019.

## Demografia
Segundo o Censo do IBGE, em 2010 a população do município era de 32.216 pessoas. Segundo as estatísticas mais recentes, em 2019 a cidade tinha 35.816 habitantes.

### Religião
Religiões em Guarantã do Norte (2010)
Segundo o Censo do Instituto Brasileiro de Geografia e Estatística, realizado em 2010: 67,61% da população residente era católica romana, 22,01% era protestante, 8,54% era sem religião, 1,46% de Testemunhas de Jeová, 0,30% espírita e 1,08% restantes eram os membros de todas as demais religiões. O resultado mostra que o número de católicos na cidade foi levemente maior que a média nacional naquele ano que era de 64,6% e o de protestantes foi quase igual a média brasileira de 22,2%.